# Certhioidea
Certhioidea je nadčeleď pěvců z infrařádu Passerida, zahrnující pět čeledí ptáků.

## Fylogeneze
Nová nadčeleď Certhioidea může být sesterskou skupinou Muscicapoidea a dokonce může být její součástí. Do vyjasnění vztahů mezi taxony je však lepší zachovat status nadčeledi.
Kladogram sestavený na základě moderních molekulárních analýz:
|  | zedníčkovití (Tichodromadidae) — 1 druh       |
|  |                                               |
|  | brhlíkovití (Sittidae) — 30 druhů ve 2 rodech |
|  |                                               |

|  | šoupálkovití (Certhiidae) — 9 druhů v 1 rodu                                                                                                 |
|  | |
|  | \| \| leskotovití (Polioptilidae) — 15 druhů ve 3 rodech \| \| \| \| \| \| střízlíkovití (Troglodytidae) — 86 druhů ve 20 rodech \| \| \| \| |
|  | |
|  | leskotovití (Polioptilidae) — 15 druhů ve 3 rodech                                                                                           |
|  | |
|  | střízlíkovití (Troglodytidae) — 86 druhů ve 20 rodech                                                                                        |
|  | |

|  | leskotovití (Polioptilidae) — 15 druhů ve 3 rodech    |
|  |                                                       |
|  | střízlíkovití (Troglodytidae) — 86 druhů ve 20 rodech |
|  |                                                       |